# Le Roi des étoiles
Le Roi des étoiles (Zvezdoliki in russo) è una composizione di Igor' Fëdorovič Stravinskij per coro maschile ed orchestra scritta fra il 1911 e il 1912 su testo del poeta Konstantin Balmont. L'opera fu tradotta in francese dallo scrittore Michel-Dimitri Calvocoressi che le diede il titolo con cui è universalmente nota.

## Storia
Nel 1911 Stravinskij rientrò in Russia da Parigi per dedicarsi alla composizione de La sagra della primavera. Nel frattempo scrisse alcune brevi opere tra cui questa Cantata che dedicò a Claude Debussy a cui regalò anche il manoscritto originale. Le Roi des étoiles è il lavoro più problematico e complesso del compositore pur limitandosi a sole 48 battute della durata totale di sei minuti e mezzo. L'opera non presenta più alcun legame con il precedente Petruška, ma ha in germe alcune particolarità armoniche che Stravinskij svilupperà ne La sagra della primavera.
Debussy non ascoltò mai il pezzo, ma leggendo la partitura definì la musica "straordinaria", paragonandola all'armonia delle sfere di cui parla Platone. L'esecuzione della Cantata poneva parecchie difficoltà per via del suo notevole complesso orchestrale e dell'intonazione ardua da realizzare per le voci; questo motivo, unitamente al fatto che la partitura andò dispersa dopo la morte di Debussy nel 1918, fece sì che l'opera non venisse subito eseguita né conosciuta dagli estimatori di Stravinskij. La prima esecuzione fu infatti del 19 aprile 1939 a Bruxelles all'Institut National Belge de Radiodiffusion diretta da Franz André; successivamente venne eseguita nel 1949 alla Carnegie Hall di New York con la direzione di Robert Craft e l'8 febbraio 1957 alla Radio di Colonia. Solo allora Le Roi des étoiles suscitò interesse ed attenzione.

## Organico
Coro maschile di tenori e bassi. 
Orchestra composta da archi, quattro flauti, quattro oboi, quattro clarinetti, tre fagotti, un controfagotto, otto corni, tre trombe, tre tromboni, una tuba, percussioni (comprese grancassa e tam tam), timpani, due arpe, una celesta.